# 訃報 2007年4月
訃報 2007年4月（ふほう 2007ねん4がつ）では、2007年4月中に物故した、又は物故が報じられた人物についてまとめる。

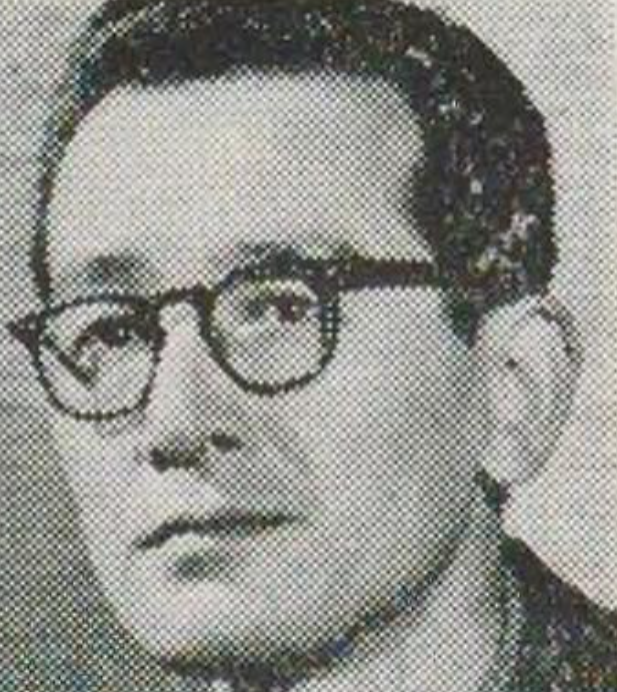
村上冬樹／4月5日没

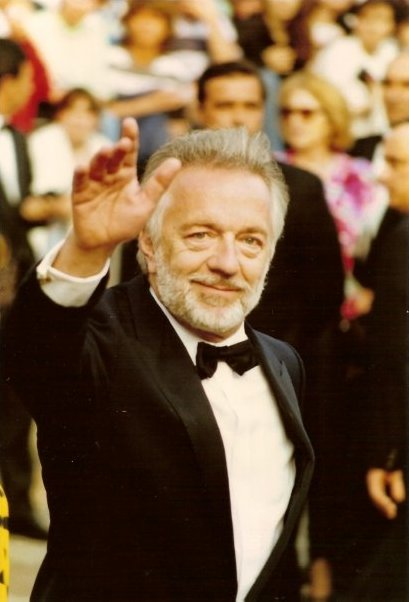
ジャン＝ピエール・カッセル／4月19日没

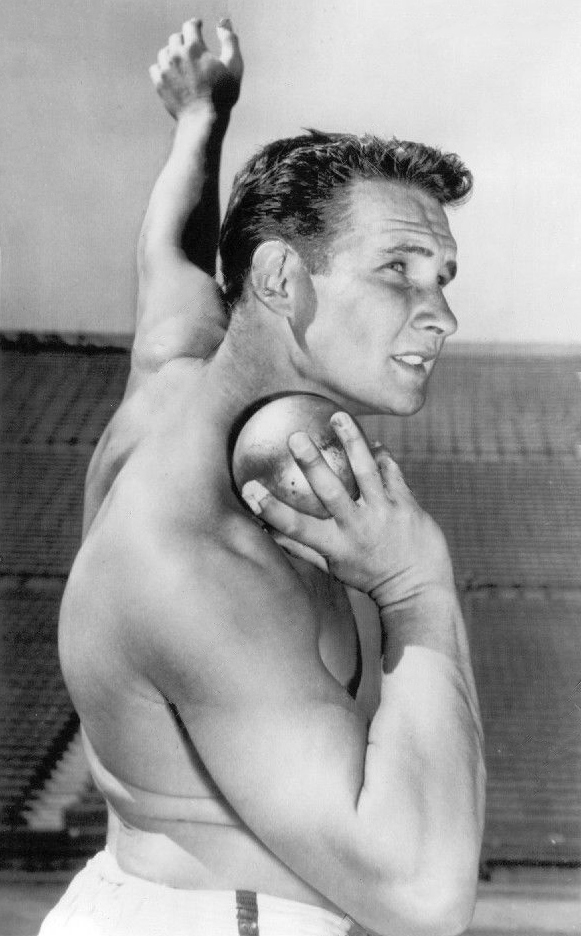
パリー・オブライエン／4月21日没

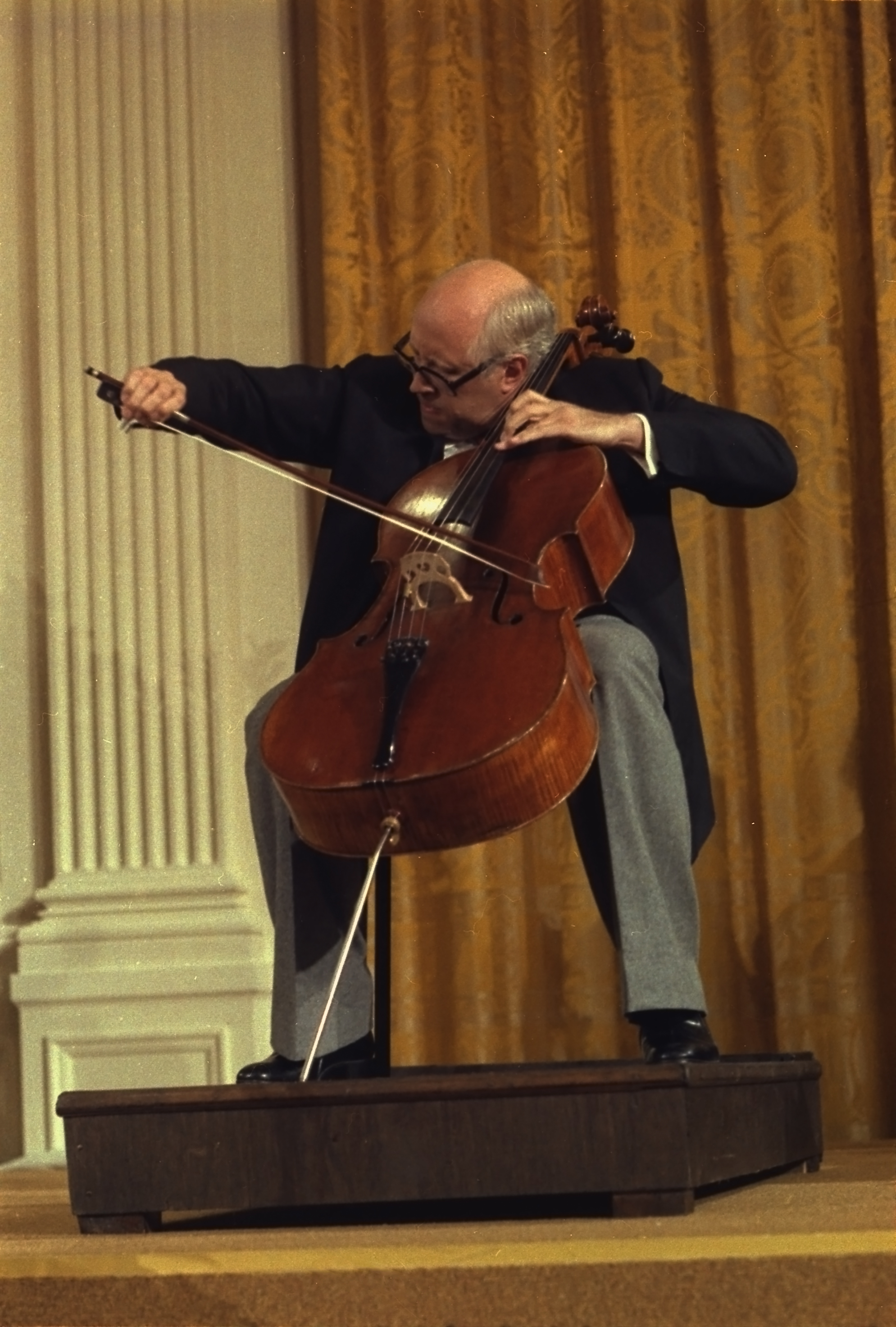
ムスティスラフ・ロストロポーヴィチ／4月27日没

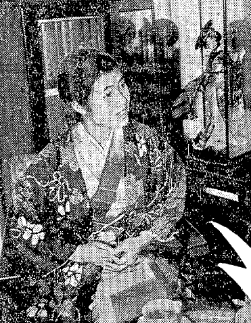
三井美代子／4月28日没

## （1日 - 15日）
- 4月1日 - 北野敏雄、元川本産業取締役（* 1915年?）
- 4月5日 - 田中秀果、川柳作家・作詞家（* 1909年）
- 4月5日 - 村上冬樹、俳優（* 1911年）
- 4月5日 - マーク・セント・ジョン、ギタリスト、キッスメンバー（* 1956年）
- 4月6日 - 中村浩道、プロ野球審判員、野球解説者（* 1935年）
- 4月8日 - ソル・ルウィット、美術家（* 1928年）
- 4月9日 - エゴン・ボンディ（Egon Bondy）、哲学者、作家、詩人（* 1930年）
- 4月10日 - ダコタ・ステイトン（Dakota Staton）、ジャズ歌手（* 1931年）
- 4月10日 - 竹島秀和、ニプロジェネファ代表取締役（* 1935年?）
- 4月11日 - カート・ヴォネガット、小説家（* 1922年）
- 4月11日 - ロスコー・リー・ブラウン（Roscoe Lee Browne）、俳優（* 1925年）
- 4月12日 - ピエール・プロブスト（Pierre Probst）、絵本作家（* 1913年）
- 4月14日 - ルネ・レモン（René Rémond）、歴史家、アカデミー・フランセーズ席次1（* 1918年）
- 4月14日 - ドン・ホー（Don Ho）、ハワイアン歌手（* 1930年）
- 4月14日 - 柴山薫、漫画家（* 1964年?）

## （16日 - 30日）
- 4月16日 - 若浪順、元大相撲小結、日本相撲協会審判委員（* 1941年）
- 4月17日 - 村田敏郎、元共立薬科大学理事長（* 1919年）
- 4月17日 - リビウ・リブレスク、工学者、バージニア工科大学教授（* 1930年）
- 4月18日 - 竹内節、元ロート製薬取締役（* 1926年?）
- 4月18日 - 伊藤一長、元長崎県長崎市長（* 1945年）
- 4月18日 - 小野兼弘、宗教家、釈尊会会長（* 1952年）
- 4月19日 - 髙橋節郎、漆芸家（* 1914年）
- 4月19日 - ジャン＝ピエール・カッセル、映画俳優（* 1932年）
- 4月19日 - ボフダン・パチンスキ、天文学者（* 1940年）
- 4月19日 - 夢幻、作家（* 1960年）
- 4月20日 - アンドリュー・ヒル（Andrew Hill）、ジャズピアニスト（* 1931年）
- 4月20日 - 浅野祥之、ギタリスト、スタジオ・ミュージシャン（* 1959年）
- 4月21日 - パリー・オブライエン、砲丸投選手（* 1932年）
- 4月23日 - ボリス・エリツィン、ロシア連邦初代大統領（* 1931年）
- 4月23日 - デイヴィッド・ハルバースタム、アメリカ人作家・ジャーナリスト（* 1934年）
- 4月23日 - 橋本敬包、プロ野球選手（* 1936年）
- 4月24日 - 藤林益三、弁護士、第7代最高裁判所長官（* 1907年）
- 4月26日 - 申鉉碻、大韓民国国務総理（* 1920年）
- 4月27日 - ムスティスラフ・ロストロポーヴィチ、チェリスト、指揮者（* 1927年）
- 4月27日 - 加藤善博、俳優（* 1958年）
- 4月28日 - カール・フリードリヒ・フォン・ヴァイツゼッカー、物理学者、哲学者（* 1912年）
- 4月28日 - 三井美代子、陸上競技選手[1]（* 1919年）
- 4月29日 - 小林利雄、広告プロデューサー、テレビ映画製作者（* 1921年）
- 4月29日 - イヴィツァ・ラチャン（Ivica Račan）、元クロアチア首相（* 1944年）
- 4月29日 - ジョシュ・ハンコック、米メジャーリーグ・セントルイス・カージナルス投手（* 1978年）
- 4月30日 - ゴードン・スコット、アメリカ人俳優（* 1926年）
- 4月30日 - ゾラ・テーラー（Zola Taylor）、アメリカ人歌手（* 1938年）
- 4月30日 - 服部良子、女優（* 1951年）
- 4月30日 - グレゴリー・ルマルシャル、歌手（* 1983年）